# باريس أثناء استعادة بوربون

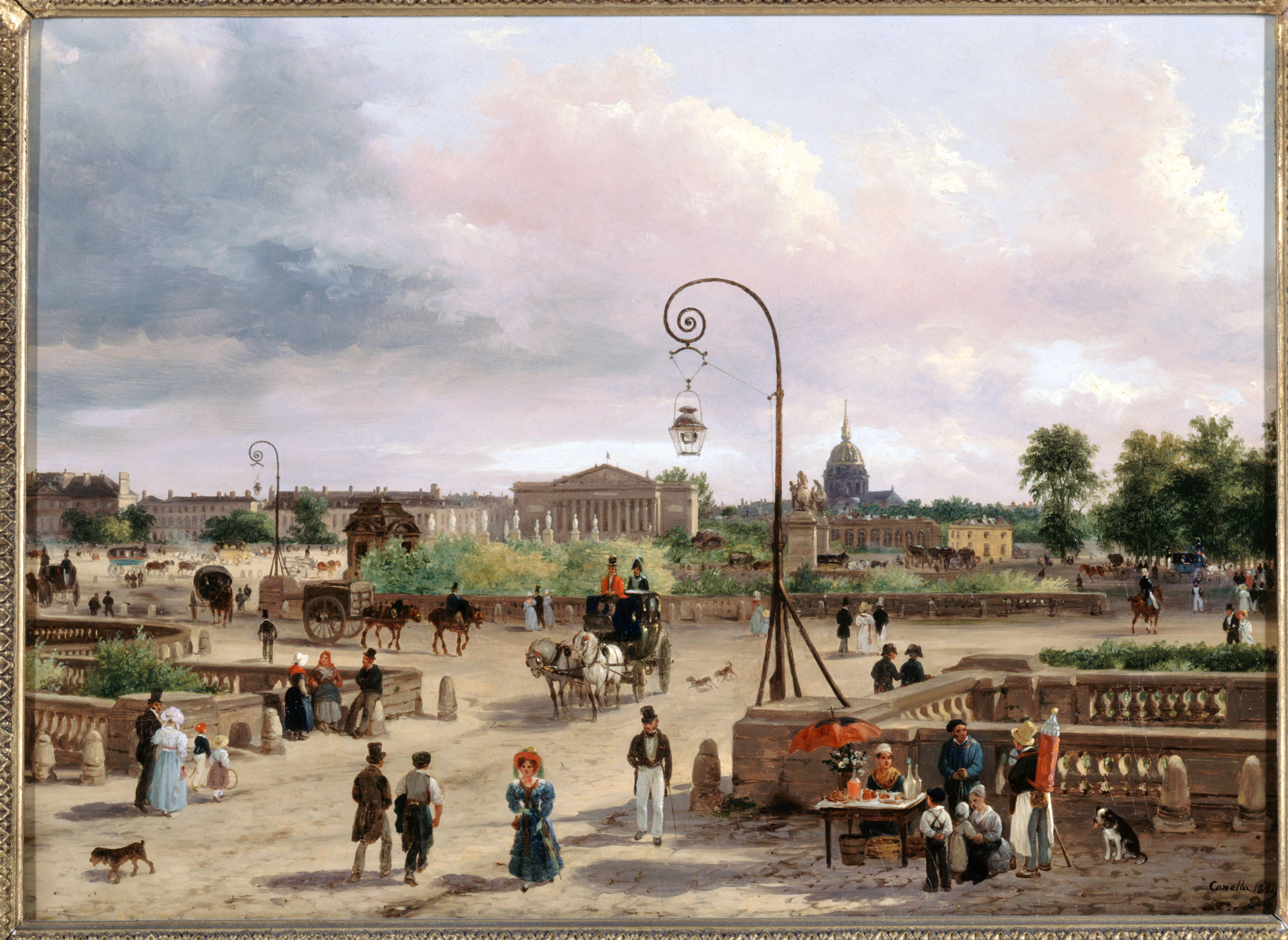

أثناء استعادة نظام بوربون الملكي (1815-1830) عقب سقوط نابليون، خضعت باريس لحكومة ملكية حاولت عكس العديد من التغييرات التي أجريت على المدينة خلال الثورة الفرنسية. نما عدد سكان المدينة من 713,966 نسمة في عام 1817 إلى 785,866 نسمة في عام 1831. خلال هذه الفترة، شهد الباريسيون أول نظام نقل عام، وأول أضواء شوارع تعمل بالغاز، وأول رجال شرطة يرتدون الزي الرسمي في باريس. في يوليو 1830، أدت انتفاضة شعبية في شوارع باريس إلى إسقاط نظام بوربون الملكي وبدأت عهد الملك الدستوري لويس فيليب.

## الاحتلال والتطهير والاضطراب
بعد هزيمة نابليون الأخيرة في معركة واترلو في يونيو 1815، احتل جيش قوامه 300 ألف جندي من إنجلترا والنمسا وروسيا وألمانيا باريس، وبقي الاحتلال قائمًا حتى ديسمبر 1815. عسكر الجيش حيثما وجدوا مكانًا مفتوحًا. استقر البروسيون في شون دو مارس، وحول ليزانفاليد، وفي لوكسمبورغ غاردن، وحول جزيرات قصر التويليري. عسكرت القوات البريطانية على طول الشانزليزيه، في حين استقرت القوات الهولندية وجنودها من هانوفر في غابة بولونيا. انتقل الروس إلى ثكنات الجيش الفرنسي حول المدينة. طُلب من مدينة باريس أن تدفع ثمن طعام وسكن المحتلين؛ وبلغت الفاتورة 42 مليون فرنك.
عاد لويس الثامن عشر إلى المدينة في 8 يوليو 1815، وانتقل إلى مسكن نابليون القديم في قصر تويليري. استقبله الرعية الملكية في المدينة بالأغاني والرقصات، في حين استقبله باقي الباريسيين باللامبالاة أو العداء. أعيدت الأسماء والمؤسسات الموجودة ما قبل الثورة بسرعة؛ تحول جسر الوفاق إلى جسر لويس السادس عشر، ووضع تمثال جديد لهنري الرابع على قاعدة فارغة بجوار الجسر التاسع مجددًا، ورُفع العلم الأبيض لبوربون على قمة العمود في ساحة فاندوم.
في أغسطس 1815، انتُخبت جمعية تشريعية جديدة من قبل عدد محدود للغاية من الناخبين (952 فقط في دائرة نهر السين)، وسيطر فيها الملكيون المتطرفون. في ظل النظام الجديد، تمكنت الحكومة من اعتقال المواطنين وسجنهم دون محاكمة. بدأت الحكومة على الفور في تطهير أولئك المرتبطين بإمبراطورية نابليون. أُعدم الجنرال شارل دي لا بيدويير والمارشال ناي، الذين قاتلوا في صفوف نابليون، رميًا بالرصاص. استُبدل رئيس الأساقفة والأساقفة الذين أداروا الكنيسة في باريس في عهد نابليون برجال دين أكثر تحفظًا وملكيةً. نُفي أعضاء المؤتمر الثوري الذين صوتوا لصالح نفي لويس السادس عشر من فرنسا. طرد أعضاء الأكاديميات والمعهد الذين دعموا نابليون، منهم الرسام جاك لويس ديفيد، وعالما الرياضيات لازار كارنو، وغاسبارد مونج، والمعلم جوزيف لاكانال. نُفي ديفيد إلى بلجيكا، وذهب لاكانال إلى الولايات المتحدة، حيث استقبله الرئيس جيمس ماديسون وأصبح رئيسًا لجامعة لويزيانا، التي تدعى الآن جامعة تولين.
قُمع معارضو النظام الملكي بقسوة؛ في يونيو ويوليو 1816، أُلقي القبض على أعضاء مؤامرة فاشلة مناهضة للنظام يدعون «الوطنيين» وجرت محاكمتهم. قُطعت يد واحدة لكل من القادة الثلاثة، كان ذلك عقابًا معروفًا في العصور الوسطى لمن قتلوا آبائهم، قبل أن يُعدموا بالمقصلة. رُبط الأعضاء السبعة الآخرين بعمود التشهير على الملأ أمام قصر العدل.
أثناء الاستعادة، لم يكن لباريس حكومة منتخبة؛ إذ حكمتها الحكومة الوطنية مباشرة. أجريت انتخابات وطنية جديدة للهيئة التشريعية في عامي 1816 و1817، بموجب قواعد صارمة؛ إذ امتلك الرجال ذوي الأعمار الكبيرة ممن دفعوا ضرائب مباشرة لا تقل عن 300 فرنك في السنة فقط حق التصويت. تأهل 9,677 باريسي فقط للتصويت، وصوتوا إلى حد كبير لمرشحين ليبراليين معارضين للحكومة، التي كان يهيمن عليها الملكيون والملكيون المتطرفون. كان ثلاثة من نواب باريس الثمانية من المصرفيين البارزين وهم: جاك لافيت، وبنجامين ديليسيرت، وكاسيمير بيرييه.
وجد الباريسيون العديد من المناسبات للتعبير عن استيائهم من الحكومة الجديدة. في مارس 1817 هتف جمهور المسرح للممثل تالما حين ظهر على خشبة المسرح بشخصية تمثل نابليون. وحُظرت المسرحية. في يوليو 1818، أُلزم طلاب المدرسة متعددة التقانات بالدوام لمنعهم من حضور جنازة عالم الرياضيات مونج. في يوليو 1819، أثار الطلاب في الحي اللاتيني بأعمال شغب بسبب فصل أستاذ ليبرالي من كلية الحقوق بجامعة باريس. وقعت حادثة أكثر خطورة في 13 فبراير 1820؛ وهي اغتيال الدوق دي بيري، ابن شقيق الملك، والأمل الوحيد للسلالة في توفير وريث ذكر للعرش. أدى مقتله إلى تنفيذ الحكومة لإجراءات قمعية أكثر شدة. في 18 نوفمبر 1822، احتج الطلاب مجددًا ضد رئيس أكاديمية باريس المحافظ للغاية، الأب نيكول، الذي لم يمتلك أي خلفية علمية أو طبية.
حظيت الحكومة بفترة وجيزة من الشعبية في عام 1823 حين نجحت حملة عسكرية فرنسية في إسبانيا في إعادة ملك آخر مخلوع، فرديناند السابع، إلى العرش الأسباني في مدريد. هزم الجيش الفرنسي الثوار الإسبان في معركة تروكاديرو التي أُطلق اسمها على ساحة باريس الجديدة. توفي الملك لويس الثامن عشر في 16 سبتمبر 1824، وحل محله شقيقه شارل العاشر. أحاط الملك الجديد نفسه بوزراء محافظين، واستمرت المعارضة في التزايد، لا سيما في باريس، حتى اندلاع الثورة الفرنسية عام 1830.
عاد الأرستقراطيون الذين هاجروا إلى منازلهم في بلدة فوبورغ سان جيرمان، واستؤنفت الحياة الثقافية للمدينة بسرعة، ولكن بصورة أقل مغالاة. بنيت دار أوبرا جديدة في شارع لو بيليتير. وُسع متحف اللوفر في عام 1827 ليشمل تسع صالات عرض جديدة، لعرض الآثار التي جُمعت أثناء غزو نابليون لمصر.

## الباريسيون
وفقًا للإحصاء الرسمي، نما عدد سكان باريس من 713,966 نسمة في عام 1817، بعد فترة وجيزة من استعادة النظام الملكي، إلى 785,866 نسمة في عام 1831، بعد وقت قصير من سقوطه. كان معظم الباريسيين الجدد مهاجرين من المناطق الفرنسية المجاورة، باحثين عن عمل مع تعافي اقتصاد المدينة عقب سنوات الحرب الطويلة تحت حكم نابليون. تربع النبلاء على قمة الهيكل الاجتماعي لباريس بقيادة الملك وحاشيته. عاش كل من لويس الثامن عشر وشارل العاشر في قصر تويليري، واستخدموا قصر سان كلاود كمقر إقامة ثانوي رئيسي لهم. لم تكن تويليري القديمة والبالية مسكنًا مريحًا؛ إذ لم يكن بها قبو أو مجاري، وجعلها نقص السباكة الحديثة كريهة الرائحة. ذكرت إحدى النبيلات، الكونتيسة بوانيه، أن «المرء يوشك على الاختناق وهو يصعد سلالم بافيلون دي فلور ويعبر ممرات الطابق الثاني». لم يواصل الملكان البروتوكولات الاجتماعية والاحتفالات المتقنة لأسلافهم؛ عاش كلاهما سنوات عديدة في المنفى، واعتادوا على نمط حياة أبسط. استُبدلت المراسم الرسمية والكبرى لاستيقاظ الملك وخلوده للنوم بمراسم بسيطة كل مساء عند الساعة التاسعة، يعطي فيها الملك أمر اليوم لقائد حراس الملك والمشرفين. كان على الملك أن يعيش ضمن ميزانية الأسرة المحددة في بداية كل عام؛ خمسة وعشرون مليون ليفر للويس الثامن عشر وعشرون مليونًا لشارل العاشر.
كان المجتمع الراقي، المكون من مئتين إلى ثلاثمئة أسرة من الطبقة الأرستقراطية القديمة، والمسؤولين الحكوميين، وضباط الجيش ورجال الدين الكبار، أقل تألقًا مما كان عليه في فرساي في ظل النظام القديم؛ وأشرفت عليه الدوقة أنغوليم، ابنة لويس السادس عشر، التي كانت ترتدي دائمًا ملابس سوداء وتكره كل ما هو حديث. التقى المجتمع في «دوائر» أسبوعية في الطابق الأول من التويليري، أو في صالونات المنازل الريفية الرائعة في فوبورغ سان جيرمان وفوبورغ سانت أونوريه. حصلوا على دخلهم في الغالب من ممتلكاتهم أو من خزينة الدولة، من المناصب الرسمية المختلفة التي شغلوها، لكن رواتبهم كانت أقل مما كانت عليه في عهد النظام القديم.
احتل المصرفيون، بمن فيهم كاسيمير بيرييه، وروتشيلد، وبنجامين ديليسيرت، وهيبوليت جانيرون، والصناعيين الجدد، ومنهم فرانسوا كافيه، وشارل فيكتور بيسلاي، وجان بيير دارسي، وجان أنتوان شابتال، مرتبة أقل بقليل في المجتمع الراقي، وتنامت مكانتهم ونفوذهم. نظرًا لعدم قدرتهم على أن يصبحوا جزءًا من الطبقة الأرستقراطية، انتُخب العديد منهم في مجلس النواب ودافعوا عن سياسات اقتصادية ليبرالية ومبادئ ديمقراطية، ما أدى بهم في النهاية إلى صراع متفاقم مع الحكومة الملكية. عاش الأرستقراطيون على الضفة اليسرى في فوبورغ سان جيرمان، في حين اختار معظم الأثرياء الجدد العيش على الضفة اليمنى في أحياء جديدة بُنيت خلال فترة الترميم؛ قطن المصرفيان روتشيلد ولاتيفيه في شارع شوسيه دانتان؛ ووقع فندق كاسيمير بيرييه في شارع نوفر دو لوكسمبورغ (يدعى الآن شارع كامبون)؛ عاش ديليسيرت في شارع مونتمارتر، وغانيرون في شارع بلو في فوربورغ مونتمارتر؛ عاش بيسلاي وكافيه في شارعي فوبورغ سان دينيس ونوف بوبانكورت.
جاءت أدناهم الطبقة الوسطى من التجار والمحامين والمحاسبين والموظفين الحكوميين والمدرسين والأطباء وأصحاب المتاجر والحرفيين المهرة.
كان العدد الأكبر من الباريسيين من الطبقة العاملة، وكانوا حرفيين في الشركات الصغيرة، أو خدمًا في المنازل، أو عمالًا في المصانع الجديدة. كان من بينهم عدد كبير من النساء، وعمل الكثير منهن في المنزل في صناعة الملابس أو الخياطة والتطريز أو غيرها من الأعمال اليدوية.